# Eukaryoter
Eukaryoter (af græsk eu god, ægte + karyon nød, kerne) er biologiske organismer, hvis celler indeholder en eller flere cellekerner – i modsætning til prokaryoter. Ud over cellekernen indeholder en eukaryot celle andre organeller, hvor de vigtigste er det endoplasmatiske reticulum, golgiapparatet, cytoskelet, mitokondrier, evt. grønkorn (kloroplaster) og fimrehår (flageller/cilier).
Eukaryoter har typisk en diameter på 10-100 μm. Der findes exceptionelt store enkeltcellede eukaryoter med mange cellekerner på op til 20 cm i diameter; fx Xenophyophore, som lever på havbunden.
Eukaryoter udgør et af de tre biologiske domæner, mens prokaryoterne udgør de to andre: bakterier og arkæer.

## Oprindelse
De ældste fossiler fra eukaryoter er 1,8–1,9 milliarder år gamle og er fundet i Kina. Sandsynligvis ligger eukaryoternes oprindelse endnu tidligere, måske så tidligt som for tre milliarder år siden.
Der findes flere hypoteser om, hvordan den eukaryote celle er opstået. I de fleste hypoteser indgår endosymbiose, dvs. at flere forskellige bakterier er gået sammen om at danne en fælles celle, som et fremtrædende element. Når det gælder organellerne mitokondrie og grønkorn (kloroplaster) er endosymbiosen velunderbygget, og i begge tilfælde er det lykkedes at identificere, hvilken bakterie der er optaget i den anden bakterie, hhv. (α-proteobakterier og cyanobakterier). Når det gælder cellekernen, er der ingen alment accepteret hypotese. En mulig oprindelse for cellekernen kunne være, at cellemembranen hos en prokaryot er bugtet indad, indtil den til sidst har omsluttet arvemassen og dannet kernemembranen. Andre prokaryote bakterier med en effektiv energiproduktion og cyanobakterier med fotosyntese er derefter trængt ind i cellen og har trukket lidt af cellemembranen med sig. Det forklarer, hvorfor mitokondriet og grønkornet har dobbelt membran. Derefter er mitokondrie, ribosom og andre organeller begyndt at arbejde sammen. Både mitokondrier og grønkorn har egen arvemasse og kopierer sig selvstændigt.
Eukaryoter udviklede meiose, kønnet formering, for cirka 1,2 milliarder år siden, hvorved evolutionen virkelig tog fart.[kilde mangler]

## Bredt anvendt polyfyletisk opdeling
Der har været mange opdelinger af dette domæne.
Den nuværende polyfyletiske opdeling er: [kilde mangler]
- Dyr (Animalia) — Alle flercellede dyr (heterotrofe, formerer sig anisogamt (æg og sæd) og udvikler sig som en embryo)
- Svampe (Fungi) — Dækker svampe og gærsvampe, både flercellede og encellede. – ikke havsvampe (spongier) som er dyr (heterotrofe, formerer sig isogamt (plus- og minuskøn))
- Planter (Plantae) — Alle planter (autotrofe, formerer sig anisogamt) – flercellede. Inkluderer også Grønalger
- Stramenopila – Bl.a. en række ikke-grønne alger – Kiselalger, Brunalger, kelp (tang) og andre eukaryotiske alger
- Protister (Protista) — Encellede og flercellede eukaryoter, som ikke passer ind i de andre kategorier, inklusive svampedyr og Protozoer

## En monofyletisk/parafyletisk opdeling
I en alternativ (fylogenetisk) opdeling består eukaryoterne af to underdomæner
- Unikonta, der underinddeles i
  - Amoebozoa
  - Opisthokonta der bl.a. omfatter Dyreriget og Svamperiget samt forskellige protister
- Bikonta, der bl.a. omfatter Planteriget og Stramenopila samt forskellige protozoer og enceller